# Río Srepok
El río Srepok o Serepôk (en vietnamita: Sông Serepôk o Dak Krong ) es un importante afluente del río Mekong que discurre por Vietnam y Camboya. Su longitud varía, según las fuentes, de 406 kilómetros a 450 km de los que los últimos 281 kilómetros se encuentra en territorio camboyano.

## Geografía
Formado a partir de dos fuentes —los ríos Krong No y Krong Ana, en el lado occidental de la cordillera Anamite Sur, en la Región de las Tierras Altas Centrales, en la provincia de Đắk Lắk— el río Srepok corre a través de los distritos del oeste de Krong Ana, Buon Don y Ea Sup. Nada más entrar en territorio de Camboya, el Srepok recibe al río Ea H'leo. En Camboya, el río corre a través de las provincias de Ratanak Kiri y Stung Treng. En Stung Treng, se le unen el río Se San (237 km y una cuenca de 11.450 km²) y luego el río Kong. Finalmente, desagua por la margen izquierda en el largo río Mekong, no lejos de la ciudad de Stung Treng.
El curso del río, desde la confluencia del Krong No y el Krong Ana, hasta la frontera entre Vietnam y Camboya es de aproximadamente 126 km. Desde la frontera a Stung Treng es de unos 281 km.

## Uso
A finales del siglo XIX, cuando las infraestructuras rodadas estaban apenas desarrolladas, el río Srepok fue una importante vía de transporte acuática, parte de la ruta entre las tierras altas del centro de Vietnam y Camboya y Laos. Los laosianos y jemeres iban río arriba en botes para ejercer el comercio con las gentes de allí. Ban Don (Buon Don, Dak Lak, Vietnam) fue una vez una ciudad portuaria. Los laosianos llegaron y habitaron en Stung Treng, así como en Ban Don, y contribuyeron de forma considerable a las especiales características de la cultura de Ban Don.